# Janes y Jambres

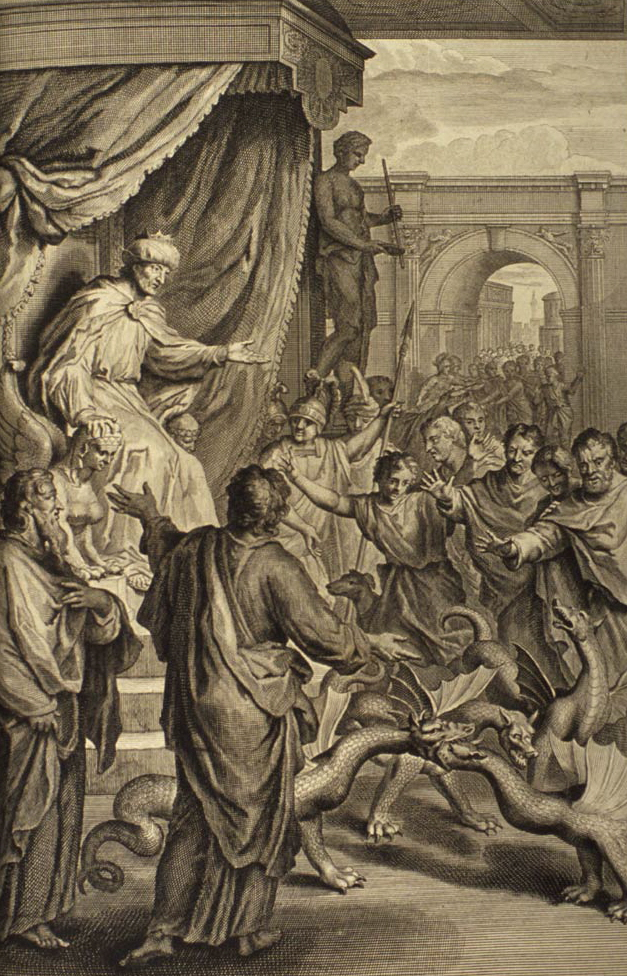
Moisés y Aaron convierten sus báculos en serpientes.

Janes y Jambres (griego: ̓Ιαννῆς καὶ̀ ̓Ιαμβρῆς o, en algunos manuscritos, Μαμβρῆς, hebreo: יחָנִי וּמַמרֵא, Yôhanî uMamre’ , arameo targúmico: יניס וימבריס, Yanis waYambris ) son los nombres correspondientes, según la tradición, a los hechiceros egipcios que se enfrentaron a Moisés y Aarón en el relato bíblico de su disputa con el Faraón (Exod 7:11, 12, 22) Los nombres no aparecen en la Biblia hebrea, sino en el Targum y los comentarios del Talmud. El Nuevo Testamento los menciona en una de las epístolas atribuidas a Pablo. (2 Tim 3:8).

## Nombres
La forma de los nombres varía según cada obra y entre los distintos manuscritos de las mismas. En griego es casi una transliteración de la que aparece en el Tárgum de Jonatán (Iannēs y Iambrēs corresponden a Yanis y Yambris). En la Vulgata aparecen como Iannes o Iamnes y Mambres, del mismo modo que en el Talmud, donde son Yôhanî y Mamre’. El significado de los mismos parece ser "el que seduce"  y "el que hace rebelar"

## Antiguo Testamento
Según el libro del Éxodo, Moisés y su hermano Aarón se presentaron ante el Faraón, a fin de solicitarle la liberación de los hebreos esclavizados. A fin de mostrar el poder que Yahweh les había conferido, Aarón arrojó su vara al suelo y la misma se convirtió en serpiente. Los magos de la corte, cuyos nombres y cantidad no dice el texto, arrojaron sus propios báculos, los cuales también se metamorfosearon en serpientes. El relato termina indicando que la serpiente de Aarón engulló a la de los magos. Más adelante, estos magos igualan algunos de los prodigios (plagas) que invocan Moisés y Aarón, pero pronto se confiesan derrotados ante el poder divino.

## Qumrán y Nuevo Testamento
En los manuscritos de Qumrán se menciona solamente a Jannes y en el apócrifo Testamento de Salomón se nombra a Jannes y a Jambres, quizás para ponerlos en paralelo con Moisés y Aarón.  En la Segunda Epístola a Timoteo (3:8) del Nuevo Testamento son llamados Jannes y Jambres (griego Ἰάννης, Ἰαμβρῆς; Iannēs, Iambrēs), desde donde se hicieron conocidos en la literatura cristiana. Según Orígenes (Tract 35 in Matt.) y el Decreto Gelasiano los nombres fueron tomados por Pablo (presunto autor de la carta) del Libro de Jannes y Jambres, un apócrifo del cual existen solo algunos fragmentos en el Papiro bíblico Chester Beatty (XVI) traducido y editado por Albert Pietersmay en un fragmento etiópico descubierto en 2014.

## Plinio y autores clásicos
Plinio el Viejo en su “Historia Natural” (XXX, I, 11) menciona a Jambres y a un tal Jotape como antiguos magos judíos junto con Moisés. La noticia también aparece en Apuleyo (Apologia 90). Numenio de Apamea, un filósofo pitagórico se refiere a ellos como escribas egipcios según indica Eusebio (Praeparatio Evangelica 9, 8, 1)

## Tárgum
Son mencionados en el tárgum de Jonatán del Antiguo Testamento en Éxodo 7:11-8:19. Según la tradición judía eran hijos de Balaam, profeta de Peor. Se convirtieron al judaísmo, abandonaron Egipto, se unieron a los israelitas en el éxodo y murieron durante el trayecto probablemente en el Mar Rojo, la destrucción del becerro de oro o la rebelión de Coré. El Talmud de Babilonia llama Yoḥana (Yal., Ex. 235) al compañero de Jannes, de donde derivaria Iotape el nombre citado por Plinio y Apuleyo.